# دانشگاه سبلاس مارت
دانشگاه سبلاس مارت (به لاتین: Sebelas Maret University) یک دانشگاه‌ در اندونزی است که در سوراکارتا واقع شده‌است.